# Мюррей Ротбард
Маррей Ротбард (англ. Murray Rothbard; 2 березня 1926, Бронкс, Нью-Йорк, США — 7 січня 1995, Нью-Йорк, США) — американський економіст, представник австрійської школи в економічній науці, один з послідовників традицій Людвіґа фон Мізеса. Виступав за свободу підприємництва і невтручання держави в економічну діяльність. Представник лібертаріазму і прихильник побудови анархо-капіталізму — суспільства без держави в її сучасному вигляді.
Спираючись на концепцію спонтанного порядку на ринку, підтримку вільного ринку створення грошей та засудження централізованого планування, Ротбард намагався мінімізувати насильницький контроль держави над економікою. Він вважав монопольне право застосування сили державою найбільшою загрозою для свободи та добробуту людей, називаючи державу «величезною зграєю крадіїв» — прихист найаморальніших, безвідповідальних та корисливих людей у будь-якому суспільстві.
Ротбард дійшов висновку, що майже всі послуги, які надають державні монополії, може надати ефективніше приватний сектор. Він розглядав різні регуляції та закони начебто проголошеними «для загального блага» як наступ на свободу зацікавленими державними бюрократами не обмеженими дисципліною ринку, яка б швидко усунула паразитично неефективні підприємства з приватного сектора.
Так само Ротбард засуджував державний корпоратизм. Він критично ставився до випадків, коли бізнесові еліти використовували монопольну владу держави для впливу на закони та регуляторну політику з метою отримання особистої вигоди за рахунок конкурентів.
Він доводив, що оподаткування є пограбуванням у великих обсягах, а «примусова монополія застосування сили» заважає ефективнішому використанню охоронних та юридичних послуг від конкуруючих підприємств. Він також вважав центральні банки та систему з частковим резервом в умовах монопольних паперових грошей видом підтриманого державою, узаконеним фінансовим шахрайством протилежним принципам та етиці лібертаріанства. Ротбард виступав проти військового, політичного та економічного втручання у справи інших держав.

## Біографія
Маррей Ротбард був єдиною дитиною в родині єврейських іммігрантів, народився та зростав в Нью-Йорку. Його батько, хімік, був родом з Польщі, а мати — з Росії. Отримавши стипендію, Робтард поступив до приватних шкіл та вивчав економіку в Колумбійському університеті, де в 1956 році отримав ступінь Ph.D. за дисертацію, написану під керівництвом дослідника історії економіки Джозефа Дорфмана (англ. Joseph Dorfman). Також Ротбард брав участь у семінарах Людвіга фон Мізеса в Університеті штату Нью-Йорк.
Відпрацювавши декілька років у різних фондах, зокрема, у Фонді ім. Вільяма Волкера (англ. William Volker Fund), Ротбард почав викладати в Політехнічному інституті Брукліна (NYU-Poly), інженерній школі, починаючи з 1966 до 1986 року. З 1986 і до своєї смерті він був Заслуженим професором з економіки в Університеті Невади (UNLV). Будучи одним з двох професорів економіки в Бруклінському інституті, Ротбард входив до складу відділу соціальних наук, який мав другорядну роль в університеті. В Лас-Вегасі відділ економіки не пропонував програму з докторантури. Таким чином, протягом всієї академічної кар'єри Ротбард не міг назвати жодного докторанта своїм студентом.

### Знайомство з Айн Ренд
Перше знайомство з Айн Ренд справило на Ротбарда сильне враження. Занепокоєння у Ротбарда викликало ставлення Ренд до окремої людини, індивіда. Як вважав Ротбард, розроблена Ренд система відкидала значення особистості, перетворюючи людей на взаємно замінні гвинтики в системі. Не зважаючи на те, що завдяки Ренд Ротбард познайомився з епістемологією Арістотеля та з цілою системою природних прав та філософією природних законів, які лягли в основу його теорії анархо-капіталізму, Ротбард намагався триматись від Ренд на відстані.
Роман Айн Ренд «Атлант розправив плечі» знайшов багато шанувальників серед лібертаріанців та Маррея Ротбарда і Людвіґа фон Мізеса в тому числі. Ротбард почав відвідувати щотижневі зустрічі на квартирі Ренд та записався на сеанси психотерапії до Натаніеля Брендена. Аби засвідчити свою прихильність, Ротбард приєднався до кампанії написання листів на підтримку «Атланта…» Він також писав гнівні листи критикам, зокрема Вайтекеру Чемберсу (англ. Whittaker Chambers).
Між Ротбардом та рештою прибічників Ренд виникали конфлікти через підтримку ідей анархізму Ротбардом. Кульмінацією стала стаття Ротбарда написана для конференції в Джорджії. Натаніель Бренден звинуватив Ротбарда у плагіаті праць Ренд та Барбари Бренден. Проти Ротбарда та організатора конференції, німецького соціолога Гельмута Шока (англ. Helmut Schoeck) було подано позов, але судова справа звершилась нічим.
Цей інцидент справив велике враження на Ротбарда та викликав сильну ненависть до Айн Ренд та її послідовників. Для себе він написав примітку де навів дев'ять «хиб Рендизму» та окремий перелік хиб самої Ренд. Перечитавши рецензію Вайтекера Чемберса надіслав Вайтекеру свої вибачення, подякувавши за здатність розгледіти диктаторські нахили Ренд. Згодом Ротбард написав сатиричну п’єсу про Ренд «Моцарт був Червоний» (англ. Mozart was a Red) та памфлет «Соціологія культу Айн Ренд» (англ. Sociology of the Ayn Rand Cult).

## Внесок М. Ротбарда в економічну теорію
Ганс-Герман Гоппе про внесок М. Ротбарда в економічну теорію: "Унікальним внеском Ротбарда є перевідкриття їм власності і прав власності в якості загальної основи й для економічної теорії, й для політичної філософії, а також зроблена ним систематизована реконструкція і концептуальна інтеграція сучасної маржиналистской економічної теорії та політичної філософії природного права в єдину моральну науку: лібертаріанство".
Хесус Уерта де Сото стверджує, що аналіз соціальної реальності вимагає правильного поєднання наступних трьох підходів: теоретичного ( Людвіг фон Мізес ), історико-еволюційного (Фрідріх Гаєк ) та етичного ( Мюррей Ротбард )

## Роботи М. Ротбарда

### Людина, економіка та держава, 1962
«Людина, економіка та держава: трактат про принципи економіки» (англ. Man, Economy, and State: A Treatise on Economic Principles) — книга про економіку Мюррея Ротбарда, вперше надрукована у 1962 році, є однією з найважливіших праць представників Австрійської школи.

### Велика депресія в США, 1963
«Велика депресія в США» (англ. America's Great Depression) — це трактат 1963 року про Велику депресію 1930-х років та її основні причини. Книга звинувачує невдачі урядової політики у Великій депресії та кидає виклик широко поширеній думці про нестабільність капіталізму.

### Що уряд зробив з нашими грошима?, 1964
"Що уряд зробив з нашими грошима?" (What Have Government Done to Our Money?) У цьому нарисі автор показує, що гроші виникають в ході добровільних обмінів на ринку, ніякі суспільні договори або урядові едикти не створюють гроші, що вільний ринок слід поширити на виробництво і обіг грошей. Почавши з розгляду класичного золотого стандарту XIX ст., автор завершує своє дослідження аналізом вірогідної появи європейської грошової одиниці і можливого світу декретних грошей. У післямові Г. Хюльсманн продовжує аналіз з того пункту, де закінчив Ротбард і доводить його до 2001 року, до появи євро. На його думку, рано чи пізно вибудовуємо сьогодні систему єдиної Європи чекає крах. 
Український переклад: Ротбард, Мюррей. Що уряд зробив з нашими грошима. Аргументи проти Федеральної резервної системи. Анатомія держави / Пер. з англ. Н. Афончина, за ред. В. Золотарьова / К. : Well Books, 2023. — 266 с. (ISBN 978-617-8264-03-1)

### Влада і ринок: Держава та економіка, 1970
Книга "Влада і ринок" (Power and Market: Government and the Economy) є вичерпним аналізом усіх різновидів втручання держави в економіку. Маррей Ротбард досліджує 86 найбільш поширених типів державних функцій. Особливий інтерес становить аналіз поширення тягаря оподаткування. Ідеї, сформульовані в книзі, породили хвилю приватизації в США в 1980-х рр., рух проти податків і рух на підтримку приватних органів правоохорони. Багато тем цієї книги були сприйняті і отримали подальший розвиток в теорії суспільного вибору.
Спочатку передбачалося, що книга "Влада і ринок" стане частиною всеосяжного трактату з економічної теорії "Man, Economy, and State". Він повинен був містити економічний аналіз економіки Робінзона Крузо, вільного ринку і насильницького втручання (головним чином з боку держави). З різних причин в опублікований варіант тієї книги економічний аналіз державного втручання вдалося включити тільки в стислому і усіченому вигляді. Наведений в цій книзі детальний аналіз насильницького втручання в економіку заповнює прогалину, яка довгий час існула в економічній теорії.

### До нової свободи: Лібертаріанський маніфест, 1973
За нову свободу: Лібертаріанський маніфест (англ. For a New Liberty: The Libertarian Manifesto; 1973; друге видання 1978; третє видання 1985) — книга пропагує анархо-капіталізм. Вважається, що робота вплинула на сучасну лібертаріанську думку та частину нових правих.
У 2022 р. опубліковано український переклад цієї роботи: 
Ротбард, Мюрей. До нової свободи. Лібертаріанський маніфест / пер. з англ. Олександр Гросман, ред. Володимир Золотарьов, К. : К.І.С., 2022. — 427 c. (ISBN 978-617-684-270-5)

### Егалітаризм як повстання проти природи та інші есе, 1974
Збірник есе на лібертаріанські теми.

### Етика свободи, 1982
«Етика свободи» (The Ethics of Liberty) — книга М. Ротбарда, опублікована у 1982 р. Характеристика даної книги Г.-Г. Гоппе: «У ній він пояснює єдність економічної теорії та етики за допомогою загальної для них концепції власності. Ґрунтуючись на понятті власності, в поєднанні з деякими загальними емпіричними (біологічними і фізичними) спостереженнями і припущеннями, Ротбард дедукує увесь корпус лібертаріанського права — від права привласнення до договірного права і норм, що стосуються покарань».

### Справа проти ФРС, 1994
Нарис «Справа проти ФРС» (The Case against the Fed) починається з короткого розгляду теорії грошей і банківської справи, а потім висвітлює ключові моменти відкритої і закулісної історії створення Федеральної резервної системи. Автор описує боротьбу між конкуруючими елітами і їх об'єднання для досягнення спільної мети - створення ФРС, центрального банку США. Російською мовою нарис опублікований у виданні "Государство, деньги и центральный банк" разом із нарисом "Що уряд зробив з нашими грошима?".

### Класична економіка: австрійський погляд на історію економічної думки, том 2, 1995
"Класична економіка: австрійський погляд на історію економічної думки", том 2 (Classical Economics: An Austrian Perspective on the History of Economic Thought, Vol. 2). Мюррей Ротбард представляє економічну теорію, як поле боротьби між двома конфліктуючими напрямками думки: один пояснював ціни через взаємодію суб'єктивних оцінок економічних агентів, другий намагався пояснити ціни за допомогою витрат, особливо витрат праці. У першій половині XIX ст., якому присвячено другий том, центральне бойовище цієї боротьби розгорталося у Великій Британії.
Автор пропонує новий погляд на Рікардо, Сея і їх послідовників. Несподівано виглядає роль Джеймса Мілля в розвитку теорій Рікардо і в організації його школи. Однак після 1820 р рікардіанство майже зійшло нанівець і пережило відродження тільки завдяки Дж. С. Міллю. У книзі вперше для оглядового твору є глава, присвячена англо-ірландської школі теоретиків корисності, представники якої вже в 1820-і рр. стояли на порозі суб'єктивістсько-маржиналістського прориву практично в усіх розділах економічної науки: в теоріях цінності, факторних цін, капіталу, відсотка, ренти. П'ять глав відведено аналізу генезису і змісту поглядів Маркса.
Особливо слід виділити три розділи, присвячені всебічному аналізу дискусії про злитки між грошовою і банківської школами і практики регулювання банківської справи. Саме в той період в результаті трагічної теоретичної помилки представників грошової школи остаточно склалася сучасна банківська система з частковим резервуванням і центральним банком, яка генерує економічні цикли з чергуванням бумів і криз.

### Історія грошей та банківської справи в США. Від колоніальної ери до Другої світової війни, 2002
"Історія грошей та банківської справи в США. Від колоніальної ери до Другої світової війни" (A History of Money and Banking in the United States. The Colonial Era to World War II).  Автор досліджує періоди інфляції, банківські паніки і краху грошових систем в Америці з колоніальних часів до середини ХХ ст., Показуючи, що причиною майже всіх великих економічних катастроф в американській історії є систематичне і цілеспрямоване прагнення держави розширити інфляційний потенціал банківської системи, яке згодом призвело до нинішнього паперово-доларового стандарту (колапс якого ще попереду). Автор витягує на світло фінансові інтереси та ідеологію ділової еліти на різних етапах формування банківського сектора США, виявляє зв'язки мотивів і планів, найчастіше таємних і обхідних, з результатами, які часом виявляються трагічними. Особливо докладно розбираються взаємини (боротьба і співробітництво) між двома найбільшими угрупуваннями американського бізнесу Морганів і Рокфеллерів. Ніколи ще історія грошей і банків не була написана з такою теоретичною потужністю і риторичним блиском.

## Видання українською
- Ротбард, Мюрей. До нової свободи. Лібертаріанський маніфест / пер. з англ. Олександр Гросман, ред. Володимир Золотарьов, К. : Інститут вільної економіки, Wellbooks, 2023. — 420 c.

## Структруризація праксеології
Ротбарт здійснив структуризацію праксеології (науки про ефективність людської діяльності):
A. Теорія ізольованого індивідуума (Економіка Робінзона Крузо):
B. Теорія добровільного міжособистого обміну, каталактика
1. Бартер
2. За допомогою засобів обміну
a. На вільному ринку
b. Ефекти від насильницького втручання у ринок
c. Ефекти насильницького скасування ринку (соціалізм)
C. Теорія війни— ворожа діяльність
D. Теорія ігор (Джон фон Нейман, Оскар Морґенштерн)
E. Невідомі.

## Книжки
- Влада і ринок: Держава і економіка (Power and Market. Government and the Economy) [Архівовано 22 серпня 2006 у Wayback Machine.].(рос.)
- Держава і  гроші [Архівовано 30 жовтня 2008 у Wayback Machine.], 1964.(рос.)
- Економічні депресії: їх причини і методи лікування [Архівовано 2 лютого 2013 у Wayback Machine.].(рос.)
- Містичний Федеральний Резерв [Архівовано 11 червня 2012 у Wayback Machine.].(рос.)
- Man, Economy, and State
- Ротбард М. Экономическая мысль. Т. 2: Эпоха классической школы / Челябинск. - Социум. - 2019. - 616 с. (ISBN 978-5-906401-90-8) (Classical Economics : An Austrian Perspective on the History of Economic Thought, Vol. 2)
- Ротбард М.  Власть и рынок: Государство и экономика / Челябинск. - Социум. - 2019. - 415 с. (ISBN 978-5-91603-088-4) (Power and Market: Government and the Economy [1970])

Список всіх творів Маррея Ротбарда знаходиться на сайті Інституту Мізеса по посиланню mises.org/library/rothbard-bibliography в окремому файлі Rothbard_Bibliography.PDF [Архівовано 24 вересня 2019 у Wayback Machine.].